# Шевчук, Валерия Андреевна
Валерия Андреевна Шевчук (род. 19 февраля 2001, Белгород) — российская волейболистка, нападающая-доигровщица.

## Биография
Начала заниматься волейболом в белгородской ДЮСШ № 2. 1-й тренер — О. М. Ковшова. Затем была принята в московскую СДЮСШОР № 65 «Ника». С 2015 на протяжении трёх сезонов выступала за молодёжную команду московского «Динамо», а в 2018 перешла в «Локомотив» (Калининград), в составе которого дебютировала в суперлиге чемпионата России, став в 2019 году серебряным призёром российского первенства, обладателем Суперкубка и бронзовым призёром Кубка России. В 2020 на правах аренды играла за красноярский «Енисей». После сезона, проведённого «Динамо-Метаре», в 2021 заключила контракт с краснодарским «Динамо».
В 2017—2019 выступала за юниорскую и молодёжную сборные России. В 2017 в составе юниорской национальной команды выиграла «золото» чемпионата Европы среди девушек и вошла в символическую сборную турнира. В том же году стала бронзовым призёром Европейского юношеского Олимпийского фестиваля и чемпионата мира среди девушек. В 2018 в составе молодёжной сборной России выиграла «серебро» чемпионата Европы, а в 2019 — «бронзу» чемпионата мира.

### Клубная карьера
- 2015—2018 —  «Динамо»-2 (Москва) — молодёжная лига;
- 2018—2019 —  «Локомотив»-2 (Калининград) — молодёжная лига;
- 2018—2019 —  «Локомотив» (Калининград) — суперлига;
- 2020 —  «Енисей»-2 (Красноярск) — молодёжная лига;
- 2020 —  «Енисей» (Красноярск) — суперлига;
- 2020—2021 —  «Динамо-Метар»-2 (Челябинск) — молодёжная лига;
- 2020—2021 —  «Динамо-Метар» (Челябинск) — суперлига;
- 2021—2024 —  «Динамо» (Краснодар) — суперлига;
- с 2024 —  «Динамо» (Москва) — суперлига.

## Достижения

### Клубные
- серебряный призёр чемпионата России 2019.
- бронзовый призёр Кубка России 2019.
- победитель Суперкубка России 2019.
- двукратный бронзовый призёр Молодёжной лиги чемпионата России — 2018, 2021.
- серебряный призёр Кубка Молодёжной лиги 2019.

### Со сборными России
- бронзовый призёр чемпионата мира среди молодёжных команд 2019.
- серебряный призёр чемпионата Европы среди молодёжных команд 2018.
- бронзовый призёр чемпионата мира среди девушек 2017.
- чемпионка Европы среди девушек 2017.
- бронзовый призёр Европейского юношеского Олимпийского фестиваля 2017.

### Индивидуальные
- 2017: лучшая нападающая-доигровщица (одна из двух) чемпионата Европы среди девушек.